# Yala Peak
Yala Peak je hora v oblasti Langtang v Nepálu. Vrchol hory je považován Nepálskou horolezeckou asociací za turistický a výstup na něj je poměrně jednoduchý a technicky nenáročný. Hora je známá tím, že je vynikajícím bodem, z něhož lze vidět Šiša Pangmu – nejmenší ze 14 osmiticícovek.